# Regne dels Serbis, Croats i Eslovens
El Regne dels Serbis, Croats i Eslovens (en serbocroat: Kraljevina Srba, Hrvata i Slovenaca, transcrit en ciríl·lic: Краљевина Срба, Хрвата и Словенаца; en eslovè: Kraljevina Srbov, Hrvatov in Slovencev) va ser l'estat creat arran de la integració de l'Estat dels Eslovens, Croates i Serbis amb el Regne de Sèrbia (que acabava d'annexionar el Regne de Montenegro) l'1 de desembre de 1918. Comprenia els actuals estats de Sèrbia, Montenegro, Bòsnia-Hercegovina, Macedònia i Kosovo i la major part dels d'Eslovènia, Croàcia.
El dinar iugoslau va unificar el 1923 el caos monetari dels primers anys del Regne dels Serbis, Croats i Eslovens, quan existien quatre monedes diferents en curs: el dinar (a la sèrbia anterior a la guerra), el perper a Montenegro, corona iugoslava als territoris que procedien de l'Imperi Austrohongarès, i el lev a l'est i sud de Sèrbia.
No va ser fins al 6 de gener de 1929 que es reanomenà oficialment com a Regne de Iugoslàvia, forma derivada del nom popular de l'estat, "Regne dels Eslaus del Sud".
A partir del canvi de nom (o la refundació), la història del Regne de Iugoslàvia es divideix en quatre etapes polítiques diferents: la dictadura reial d'Alexandre I de Iugoslàvia; la regència de Pau, cosí del rei i successor seu després de l'assassinat del monarca el 1934; en tercer lloc, el govern del general Dušan Simović, que derrocà el regent el 1941 amb el suport del futur Pere II arran de la seva adhesió al Pacte Tripartit i unó a les Potències de l'Eix; i finalment en quart lloc la invasió alemanya del 1941 i l'entrada, per tant, de Iugoslàvia en la II Guerra mundial, amb la seva pròpia guerra civil i desintegració territorial, entre altres tristos esdeveniments. Durant els seus pocs més de deu anys d'existència, el principal problema del regne foren els conflictes nacionals de les nacions integrants de la monarquia.
Durant la Segona Guerra Mundial, la integritat de l'estat quedà alterada pels interessos geoestratègics i les conquestes de les potències de l'eix (aparegueren la Sèrbia de Nedić, estat titella de l'Alemanya nazi; el protectorat de Montenegro, repartit entre la Itàlia feixista i els alemanys, o l'Estat Independent de Croàcia, titella dels nazis, però amb part del territori sota domini italià; l'actual Eslovènia es repartí entre alemanys i italians; el Regne de Bulgària annexionà Macedònia), i es considerà dissolt el 1941.
Dos anys més tard, el 1943, ja a les acaballes de la guerra, s'establí la República Democràtica Federal de Iugoslàvia, estat territorialment semblant a aquest regne, i després de la Segona Guerra Mundial a Pere II de Iugoslàvia no se li va permetre el retorn. El primer ministre Šubašić va arribar a Belgrad el novembre de 1944 i poc després, va anar a Moscou per negociar un acord amb Stalin; que Pere no podria tornar fins que es celebrés un plebiscit si Iugoslàvia esdevingués una república o romangués una monarquia. El novembre de 1945, el Front Popular pro-republicà de Josip Broz Tito, liderat pel Partit Comunista de Iugoslàvia, va guanyar les eleccions amb una majoria aclaparadora, havent-hi el vot boicotejat pels monàrquics. Pere va ser deposat per l'Assemblea Constituent Comunista de Iugoslàvia el 29 de novembre de 1945 i Iugoslàvia proclamada república. Malgrat els intents de retorn de Pere mai pogué tornar a trepitjar Iugoslàvia.